# RBBP4
 Связывающий гистоны белок RBBP4  (также известный как  RbAp48  или  NURF55 ) — белок, кодируемый у человека геном  RBBP4 .

## Функция
Этот ген кодирует повсеместно экспрессированный ядерный белок, который принадлежит к весьма консервативным подсемействам WD-повторных белков. Он присутствует в белковых комплексах, участвующих в ацетилировании гистонов и сборке хроматина. Это является частью Mi-2/NuRD комплекса, который был причастен к ремоделированию хроматина и репрессии транскрипции, связанных с деацетилированием гистонов. Этот кодируемый белок также является частью корепрессора комплексов, которые являются неотъемлемой частью транскрипционного сайленсинга. Это выявлено среди нескольких клеточных белков, которые связываются непосредственно с белком ретинобластомы для регуляции пролиферации клеток. Этот белок также, кажется, вовлечен в репрессию транскрипции E2F-респонсивных генов.

## Клиническое значение
Снижение RbAp48 в зубчатой извилине гиппокампа мозга, как подозревают, является основной причиной потери памяти при нормальном старении. Возрастное снижение RbAp48 наблюдается в зубчатой извилине при вскрытии тканей после смерти человека, а также у мышей. Кроме того кнокин-ген в доминантной негативной форме RbAp48 вызывает дефицит памяти у молодых мышей подобно тому, что наблюдается у пожилых мышей. И, наконец, перенос генов лентивирусов для увеличения экспрессии RbAp48 в мозге, реверсирует нарушения памяти у пожилых мышей.
RBBP4 использует частично PKA- CREB1-CPB пути. Таким образом, одним из возможных терапевтических подходов для восстановления возрастной потери памяти является использование PKA-CREB1-CPB путей метаболизма стимулирующих препаратов. Ранее было показано, что агонисты дофамина D1/D5, такие как 6-Br-APB и SKF-38393 , которые положительно соединены с аденилатциклазой и цАМФ Фосфодиэстеразы ингибитора ролипрама уменьшают дефекты памяти у пожилых мышей.

## Взаимодействия
RBBP4, как было выявлено, взаимодействует с:
- BRCA1,[6]
- CREBBP,[7]
- GATAD2B,[8]
- HDAC1,[9][10][11][12][13][14][15][16][17][18][19]
- HDAC2, [[9][17][20][21]
- HDAC3,[11]
- MTA2,[10][16]
- RB,[11][22][23]
- SAP30,[16][24][25] и
- SIN3A.[14][24]